# Pétrola
Pétrola è un comune spagnolo in provincia di Albacete, nella regione della Mancia Montearagon, che si trova a 39 km dal capoluogo della provincia, appartenente alla comunità autonoma di Castiglia-La Mancia. Nel 2008 contava 879 abitanti, secondo i dati INE. Comprende la frazione di Anori. Nelle sue vicinanze si trova il lago salato di Pétrola.